# Arbeitsgemeinschaft Pfälzer Künstler
Die Arbeitsgemeinschaft Pfälzer Künstler (APK) ist die traditionsreichste Künstlervereinigung in Rheinland-Pfalz. Sie erstrebt den Zusammenschluss der durch Herkunft oder Wohnort mit der Pfalz verbundenen bildenden Künstler. Sie ist eine Nachfolgeorganisation der Arbeitsgemeinschaft Pfälzer Kunst. Heute setzt sich die APK für gemeinnützige Zwecke ein.

## Geschichte

### Überblick
Die Vorgängerorganisation Arbeitsgemeinschaft Pfälzer Kunst wurde am 16. Januar 1922 als Selbsthilfeorganisation für Künstler unter Mitwirkung der Pfälzischen Gewerbeanstalt in Neustadt an der Weinstraße zur Durchführung von Ausstellungen und die Sammlung und Dokumentation pfälzischer Kunst gegründet. Zu den Gründungsmitgliedern zählten Albert Haueisen, Max Slevogt und Hans Purrmann. Die Arbeitsgemeinschaft wurde 1933 aufgelöst und 1948 als Arbeitsgemeinschaft Pfälzer Künstler wiedergegründet.

### Gründung
Eine entscheidende Person in der Entstehung der Arbeitsgemeinschaft war Hermann Graf. Zu Beginn der 1920er Jahre war er der Direktor des Pfälzischen Gewerbemuseums in Kaiserslautern und der Kreishandwerkschule. Nach dem Ersten Weltkrieg kam es unter Hermann Graf zu einer ersten Aktivität für eine Gründung einer übergreifenden Organisation. Zu diesem Zeitpunkt war es das Ziel dieser Organisation, sich für die regionale Kunstpflege in der Pfalz einzusetzen. Zu den weiteren wichtigen Aufgaben der Arbeitsgemeinschaft zählte die Pressearbeit.
1922 wurde in Verbindung mit Hermann Graf die „Arbeitsgemeinschaft Pfälzer Kunst“ gegründet, die bis zu ihrer Auflösung durch die Nationalsozialisten im Jahr 1933 bestehen blieb. Am Gründungstag traten der Arbeitsgemeinschaft 23 Vereine und Verbände bei. darunter die Regierung und der Kreistag der Pfalz, die verschiedenenPfälzer Künstlervereinigungen, die Pfälzer Architekten- und Ingenieurvereine sowie die Museen und Handwerkschulen der Pfalz. Die Zeitschrift Pfälzisches Museum/Pfälzische Heimatkunde wurde als bevorzugtes Presseorgan des Vereins bestimmt. Während der 1920er Jahre waren Max Slevogt und Hans Purrmann Mitglieder der APk. 
Für die Arbeitsgemeinschaft war das Jahr 1924 ein bedeutendes Jahr. So wurde bei einer Vollversammlung am 3. April 1924 in Neustadt an der Haardt die Satzung überprüft und ein neuer Vorstand gewählt. Außerdem war es Dank der Ausstellungsleitung der Arbeitsgemeinschaft möglich, dass eine Zusammenarbeit der Kunstbestrebungen in der Pfalz umgesetzt werden konnte. Des Weiteren wurden erstmalig zur Durchführung verschiedene pfälzische Ausstellungen und eine Wanderausstellung durchgeführt und ausführliche Kataloge herausgegeben. Die Besetzung der Pfalz nach dem Ende des Ersten Weltkriegs durch Frankreich setzte in den darauffolgenden 20er Jahren eine starke Zäsur, es begann eine extreme Notzeit. Trotzdem gelang der Arbeitsgemeinschaft eine positive Bilanz während der anhaltenden wirtschaftlichen Not zwischen dem September 1928 und dem Oktober 1929. Aufgrund der schlechten Wirtschaftslage machte sich nach 1930 eine Unzufriedenheit unter den Mitgliedern breit. Auch das Verhältnis zwischen Vorstand und Künstlern war gestört. Unter anderem weil der Vorwurf einer persönlichen Parteinahme im Raum stand. Die Künstler waren zunehmend dringender auf die Einnahme angewiesen. Deswegen würde das Ausjurieren von Werken wegen der Qualitätsansprüche fast unmöglich. In der Folge wurden die ursprünglichen Aufgaben der „Arbeitsgemeinschaft Pfälzer Kunst“ aus finanziellen Gründen zunehmend nicht beachtet.

### Auflösung des Vereins
Am 9. April 1933 wurde in Neustadt – Speyer vom Pfälzischen Kunstverein  die Auflösung der Arbeitsgemeinschaft Pfälzer Kunst beschlossen. Zu diesem Zeitpunkt war der Verein die an Mitgliedern stärkste Organisation des pfälzischen Kunstbetrieb. Im Kontext der Nazi-Kulturpolitik und auf Empfehlung der NSDAP und des Gaukulturwarts Kurt Kölsch schlossen sich alle Mitglieder in einer Versammlung aller Kunst- und Künstlerverbände zu der Notgemeinschaft Pfälzer Kunst im Kampf für deutsche Kultur zusammen. Hermann Graf wurde der Geschäftsführer der Notgemeinschaft. Erster Vorsitzender war der Maler Hanns Fay, der zweite Vorsitzende Kurt Kölsch. 
Mitglieder der damaligen APK waren, neben den bereits genannten Künstlern, unter anderem Albert Haueisen, Ludwig Waldschmitt, August Croissant und Daniel Wohlgemuth. Diese Künstler gehörten zu den Gründungsmitgliedern der „Arbeitsgemeinschaft Pfälzer Kunst“ von 1922.

### Neugründung nach dem Zweiten Weltkrieg
1948 wurde die APK unter den Namen „Arbeitsgemeinschaft Pfälzer Künstler“ neu gegründet.
2022 feierte die APK ihr 100-jähriges Bestehen. Zu diesem Anlass wurde ein Katalog veröffentlicht, der einen umfangreichen Überblick über das künstlerische Schaffen der mehr als 140 Mitglieder und die Geschichte der APK vermittelt. Die APK setzt sich für die Freiheit der bildenden Kunst ohne Eingrenzung auf bestimmte Kunstrichtungen und Techniken ein. Außerdem werden die Interessen der Mitglieder in künstlerischer, kulturpolitischer und sozialer Hinsicht vertreten. Des Weiteren finden regelmäßig Ausstellungen statt. Bei diesen Ausstellungen werden Werke von Künstlern sowohl inner- und außerhalb der Pfalz der Öffentlichkeit vorgestellt. Alle kunstschaffenden Mitglieder der APK dürfen sich für die Ausstellungen bewerben. Die Werke werden dann von Juroren bewertet, die vom Vorstand gewählt werden.

## Mitglieder seit 1922 (Auswahl)
- Hanns Altmeier
- Edgar Blum
- Werner Brand
- Peter Brauchle
- Karin Bruns
- August Croissant
- Hermann Croissant
- Michael Croissant
- Otfried H. Culmann
- Karl-Heinz Deutsch
- Otto Dill
- Otto Ditscher
- Martin Eckrich
- Hermann Graf
- Karl Graf
- Albert Haueisen
- Edgar Jené
- Friedrich Jossé
- Hermann Theophil Juncker
- Otto Kallenbach
- Klaus Heinrich Keller
- Carl Maria Kiesel
- Peter Koch
- Emil Krieger
- Robert Lauth
- Franz Lind
- Wilhelm Maxon
- Max Mertz
- Lothar Meßner
- Johann Georg Müller
- Rolf Müller-Landau
- Richard Papsdorf
- Hans Purrmann
- Regina Reim –
- Martin Ritter
- Gernot Rumpf
- Otto Rumpf
- Erich Sauer
- Werner vom Scheidt
- Martin Schöneich
- Georg Schubert-Blümling
- Horst Schwab
- Sepp Semar
- Theo Siegle
- Max Slevogt
- Margot Stempel-Lebert
- Karl Unverzagt
- Georg Vorhauer
- Ludwig Waldschmidt –
- Wilhelm Weber –
- Hans Wesely
- Richard Würpel
- Fritz Zolnhofer